# メレディス・ウィルソン

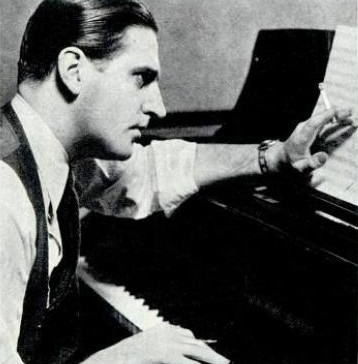
メレディス・ウィルソン（1937年）

メレディス・ウィルソン（Meredith Willson、1902年5月18日 - 1984年6月15日）は、アメリカ合衆国の作曲家。

## 略歴
アイオワ州メイソンシティ出身。ニューヨークのフランク・ダムロッシュ音楽芸術研究所（後のジュリアード音楽院）で学ぶ。フルートとピッコロの奏者として、1921年から1923年まではジョン・フィリップ・スーザの楽団の、1924年から1929年まではアルトゥーロ・トスカニーニのニューヨーク・フィルハーモニックのメンバーであった。その後サンフランシスコに移住し、KFRCラジオのコンサートディレクター、ハリウッドのNational Broadcasting Company（NBC）ラジオの音楽監督を務めた。この間、アカデミー作曲賞にノミネートされたチャーリー・チャップリンの『独裁者』（1940年）などの映画音楽を書いている。第二次世界大戦中はAFNで勤務した。
もっとも有名な作品の『ザ・ミュージックマン』は1957年にブロードウェイで上演され、1962年と2003年に2度映画化された。40曲を超える歌が書かれたこの作品には、8年の歳月をかけて30箇所以上の修正が行われた。本作の挿入歌では、ソニー・ロリンズ、ペギー・リー、ビートルズが取り上げた「ティル・ゼア・ウォズ・ユー」が有名。第2作のミュージカル『不沈のモリー・ブラウン』は1960年から1962年にかけて上演され、1964年にはデビー・レイノルズ主演で映画化された。3作目は『三十四丁目の奇蹟』の映画タイトルで知られている Here's Love（1963年）で、最後の4作目はコロンブスの航海に融資を試みる『1491』である。
クラシック音楽の作品には、交響曲第1番「サンフランシスコ交響曲」、第2番「カリフォルニアの伝道」があり、巧妙なメロディーと、複雑なオーケストレーションが評価されている。

## 受賞歴

### アカデミー賞
ノミネート
1941年 アカデミー作曲賞:『独裁者』
1942年 アカデミードラマ音楽賞:『偽りの花園』

## 文献
- Skipper, John C. (2000),  Meredith Willson: The Unsinkable Music Man Savas Pub. Co, ISBN 1-882810-78-3
- Oates, Bill (2005), Meredith Willson-America's Music Man, Author House, ISBN 1-420835238